# Testul Bechdel
Testul Bechdel este un test cultural care are ca scop să demonstreze modul în care unele filme, cărți și alte lucrări de artă se concentrează pe genul masculin al personajelor.
În anul 1985 scriitoarea americană Alison Bechdel a publicat într-o serie de benzi desenate  un test simplu de evaluare a reprezentării femeilor într-un film. Ideea fusese dezvoltată anterior de Liz Wallace, de aceea testul se mai numește și „testul Bechdel-Wallace”.

## Regulile testului
Pentru a trece testul, într-un film trebuie: 
1. să existe cel puțin două femei identificate prin nume;
2. ca cel puțin două femei să aibă o conversație la un moment dat;
3. conversația lor să nu aibă ca subiect bărbații.

## Avantaje si dezavantaje
Dacă un film trece testul Bechdel nu înseamnă neapărat că acesta este un film feminist. Pe de altă parte, un film care transmite idei feministe poate pica testul Bechdel în cazul în care nu conține și personaje femei sau nu îndeplinește condițiile acestei evaluări.

## Filme care nu au trecut testul Bechdel
Foarte multe producții celebre nu au trecut testul Bechdel, printre care și: Harry Potter și Talismanele Morții (partea a doua), Avatar, întreaga trilogie Stăpânul Inelelor, trilogia originală Războiul stelelor etc.